# صموئيل كوشمان
صموئيل كوشمان (بالإنجليزية: Samuel Cushman)‏ (و. 1783 – 1851 م) هو سياسي، ومحام من الولايات المتحدة الأمريكية ولد في بورتسموث (نيوهامشير).
وهو عضو في الحزب الديمقراطي الأمريكي.